# Осипа (река)
О́сипа — река, протекающая в Красноярском крае России. Длина реки составляет 109 км, площадь водосборного бассейна — 1050 км². 
Исток реки находится в горах Бырранга на востоке полуострова Таймыр на высоте более 400 м над уровнем моря. В верховьях и среднем течении течёт преимущественно в южном направлении по горной тундре. После пересечения Чернохребетной возвышенности выходит на заболоченную равнину, русло реки расширяется до 30 м. В низовьях поворачивает на восток. Впадает с северо-запада в лагуну Ненастье моря Лаптевых в районе пролива Северного, отделяющего материк от острова Большой Бегичев, в 14 км к юго-западу от устья реки Чернохребетной и в 31 км к северо-востоку от устья реки Журавлёва. Ширина перед устьем — 45 м при глубине 0,8 м; скорость течения в низовьях составляет 0,6-0,8 м/с. Населённые пункты на реке отсутствуют. 

## Основные притоки
Указаны поименованные притоки длиной 20 км и более
| Название | Расстояние от устья | Длина | Положение |
| -------- | ------------------- | ----- | --------- |
| Волчья   | 30                  | 34    | левый     |
| Похожая  | 30                  | 34    | левый     |

## Данные водного реестра
По данным государственного водного реестра России и геоинформационной системы водохозяйственного районирования территории РФ, подготовленной Федеральным агентством водных ресурсов:
- Бассейновый округ — Енисейский
- Речной бассейн — Хатанга
- Речной подбассейн — Хатанга от слияния Хеты и Котуя до устья
- Водохозяйственный участок — Реки бассейна моря Лаптевых от мыса Прончищева до границы между Таймырским Долгано-Ненецким районом Красноярского края и Республикой Саха (Якутия) без реки Хатанги
- Код водного объекта — 17040400212117600003571